# José Manuel Díaz
José Manuel Díaz Gallego (Jaén, 18 gennaio 1995) è un ciclista su strada spagnolo che corre per il team Burgos-Burpellet-BH. Professionista dal 2017, ha vinto il Giro di Turchia 2021.

## Palmarès

### Strada
- 2015 (Bicicletas Rodríguez-Extremadura)

2ª tappa Vuelta a Palencia (Velilla > Virgen del Brezo)
- 2020 (Nippo Delko Provence, una vittoria)

8ª tappa Tour du Rwanda (Kigali > Kigali)
- 2021 (Delko, due vittorie)

5ª tappa Giro di Turchia (Kemer > Elmalı)
Classifica generale Giro di Turchia
- 2023 (Burgos-BH, una vittoria)

2ª tappa Troféu Joaquim Agostinho (Serra d'El Rei > Torres Vedras)

#### Altri successi
- 2015 (Bicicletas Rodríguez-Extremadura)

Classifica a punti Vuelta a Palencia
- 2016 (Bicicletas Rodríguez-Extremadura)

Memorial Valenciaga
Classifica a punti Vuelta a Palencia
- 2019 (Vorarlberg-Santic)

Classifica scalatori Giro della Repubblica Ceca

### Gravel
- 2024

Campionati spagnoli, Prova Elite (Gravel - The Bandit)

## Piazzamenti

### Grandi Giri
- Vuelta a España

2022: 42º
2023: 64º

### Classiche monumento
- Giro di Lombardia

2018: 53º